# Шевченко Євген Ігорович
Євген Ігорович Шевченко (20 січня 1961, Преображенка) — український громадський та культурний діяч, мистецтвознавець, лексикограф, книговидавець, дослідник традиційної народної культури. Заслужений діяч мистецтв України (2002), голова Національної спілки майстрів народного мистецтва України (з 2004); голова Координаційної Ради Національних творчих спілок України (з 2014); головний редактор журналу «Народне мистецтво» (з 2006); керівник видавничого центру "Народні джерела" (з 2006); член Комітету Національної премії України імені Тараса Шевченка (2007—2011); член Національної спілки майстрів народного мистецтва України (з 1991).

## Життєвий шлях
Євген Шевченко народився 20 січня 1961 року в с. Преображенка Криничанського району Дніпропетровської області. У 1978 році закінчив середню школу смт. Губиниха Новомосковського району Дніпропетровської області із золотою медаллю. У 1983 році закінчив Дніпропетровський Державний університет. Після отримання вищої освіти Євген Ігорович пройшов довгий шлях, який в основному пов'язаний з науково-громадянською діяльністю. Спочатку він став завідувачем сектору внутрішньої й зовнішньої індустрії подорожей — Бюро міжнародного молодіжного туризму «Супутник» Дніпропетровської області (1983—1985). Протягом року працював як науковий співробітник Музею народної архітектури і побуту України. Після цього життєвого досвіду отримав посаду завідувача відділу науково-технічної та декоративно-прикладної творчості Республіканської станції юних техніків Міністерства освіти України (1986—1990). Наступні 3 роки Євген Шевченко був відповідальним секретарем Спілки майстрів народного мистецтва України. Протягом 1990 — 2004 року Євген Ігорович став секретарем Великої ради Національної спілки майстрів народного мистецтва України. У період з 1994 по 2004 рр. Євген Ігорович Шевченко отримав посаду голови Київського осередку Національної спілки майстрів народного мистецтва України, причому у 2000 році він став першим  заступником голови Національної спілки майстрів народного мистецтва України. З 2004 року видатний мистецтвознавець став головою Національної спілки майстрів народного мистецтва України, а у 2006 році — головним редактором журналу «Народне мистецтво». Того ж року науковець обійняв посаду керівника видавничого центру «Народні джерела». У 2014 році Євген Шевченко зайняв місце голови Координаційної Ради Національних творчих спілок України.

## Громадська діяльність
- Співзасновник, фундатор Національної Спілки майстрів народного мистецтва України (1990).
- Координатор проведення Установчого з'їзду Спілки майстрів народного мистецтва України (1990).
- Член редколегії журналу «Народне мистецтво» (з 1997).
- Ініціатор і співзасновник  всеукраїнської премії в галузі народного мистецтва імені Данила Щербаківського(1993).
- Член Державної художньо-експертної ради з народних художніх промислів (з 2002).
- Ініціатор і організатор Київської обласної премії в галузі народного мистецтва імені Петра Верни (2003).
- Член Правління Всеукраїнського Агентства Авторських Прав (з 2004).
- Член Національної ради з питань культури і духовності при Президентові України (2005—2010).
- Співініціатор  започаткування державних нагород України: ордена «Свободи», медалі «За врятоване життя».
- Ініціатор і співзасновник всеукраїнської молодіжної премії в галузі народного мистецтва імені Костянтина Широцького (2006).
- Член Комісії з державних нагород та геральдики при Президентові України (2006—2011).
- Член Комітету Національної премії України імені Тараса Шевченка (2007—2011).
- Член наглядової ради Національного історико-культурного заповідника «Чигирин» (з 2007).
- Член Головної ради Українського товариства охорони пам'яток історії та культури (2009).
- Голова Державної художньо-експертної Ради з народних художніх промислів України (2009).
- Ініціатор і співзасновник всеукраїнської премії  імені Стефана Таранушенка (2011).
- Член Ради з питань розвитку Національного культурно-мистецького та музейного комплексу «Мистецький арсенал» (2011).[2]
- Член Колегії Міністерства культури України (2014).
- Ініціатор і співзасновник  мистецьких відзнак: "За збереження народних традицій" (2009); "За збереження народної культури" (2009); "Майстер року. Народне мистецтво" (2017).
- Співголова ГО Всеукраїнський форум «Українська альтернатива» (з 2015).

## Звання і нагороди
- Заслужений діяч мистецтв України (2002).
- Лауреат всеукраїнської премії в галузі народного мистецтва імені Данила Щербаківського (1997).
- Орден За заслуги III ступеня (2006).
- Орден Князя Ярослава Мудрого V ступеня (2009).
- Срібна медаль Національної Академії мистецтв України (2011).
- Почесна грамота Міністерства культури України (2016).
- Лауреат Всеукраїнської премії імені Івана Огієнка (2016).
- Орден Князя Ярослава Мудрого IV ступеня (2017).

## Праці
Автор книг:
- Народна деревообробка в Україні. Словник народної термінології (1997).
- Українська народна тканина (1999).

Автор-упорядник мистецьких видань:
- «Перша київська виставка народної дерев'яної скульптури „Велес-2003“» (2003).
- «Марія Буряк» (2005).
- «Василь Завгородній» (2005).
- «Український вишитий рушник» (2005).
- «Українське народне малярство» (2005).
- «Василь Сідак» (2006).
- «Кращий твір народного мистецтва» (2006).
- «Українська народна іграшка» (2006).
- «Євгенія Геник» (2007).
- «Олександр Ганжа» (2005).
- «Марфа Тимченко» (2006).
- «Микола Теліженко» (2006).
- «Перший всеукраїнський симпозіум народної дерев'яної скульптури „Велес-2005“».
- «Всеукраїнський молодіжний симпозіум гончарного мистецтва „Чигирин“ (2003, 2004, 2005, 2006, 2007 р)».
- «Всеукраїнський симпозіум художнього різьблення по дереву „Сіверщина-2006“».
- «Всеукраїнський симпозіум каменотесного мистецтва „Буша-Пороги.2006“».
- «Всеукраїнський симпозіум з лозоплетіння „Чернігів-2007“».
- «Всеукраїнський симпозіум народного малярства та декоративного розпису „Батурин-Чигирин.2006“».
- «Перший всеукраїнський симпозіум каменотесного мистецтва „Буша-2005“».
- «Марія Примаченко (Приймаченко)» (2009).
- «Ганна Собачко-Шостак» (2010).
- «Степан Ганжа. Килимарство» (2011).
- «Українське народне малярство» (2011).
- «Українська народна іграшка» (2011).
- «Народне мистецтво. Кращий твір року» (2010,2011, 2012, 2013, 2014, 2015).
- "Українська витинанка" (2013).
- «Віктор Наконечний» (2014).
- Іван Просяник (2017).

Редактор-упорядник мистецьких видань:
Володимир Титаренко. Миски Поділля (2007).
Настасія Марусик-Жмендак. Барви Буковини (2006).
Настасія Марусик. Стародавні буковинські вироби з бісеру (2017).
Тематична скульптура:
- «Дажбог» (1991).
- «Тарпан» (1992).
- «Колісник» (1995).
- «Волхв» (1998).
- «Дідо з рибою» (2001).
- «Семарг-Переплут» (2002).
- «Велесове коло» (2001).
- Художня композиція «Подих історії» (2013).
- Твори Євгена Шевченка зберігаються в музейних та приватних колекціях України і світу.